# Museo nazionale del Risorgimento italiano
Museo nazionale del Risorgimento italiano – narodowe muzeum zjednoczenia Włoch (wł. Risorgimento) zlokalizowane w Palazzo Carignano w centrum Turynu (Włochy).

## Historia i ekspozycja

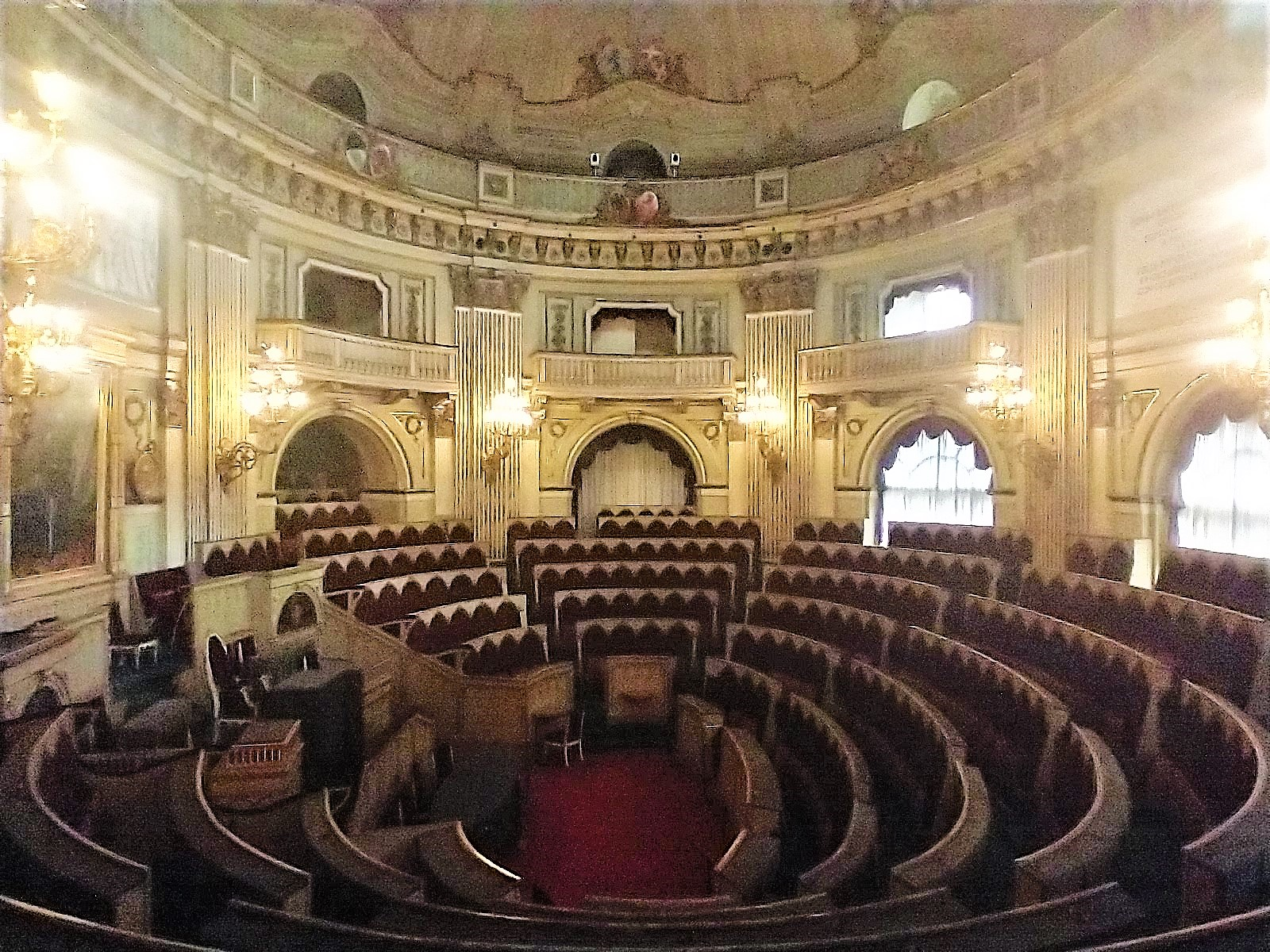
Parlament Subalpejski

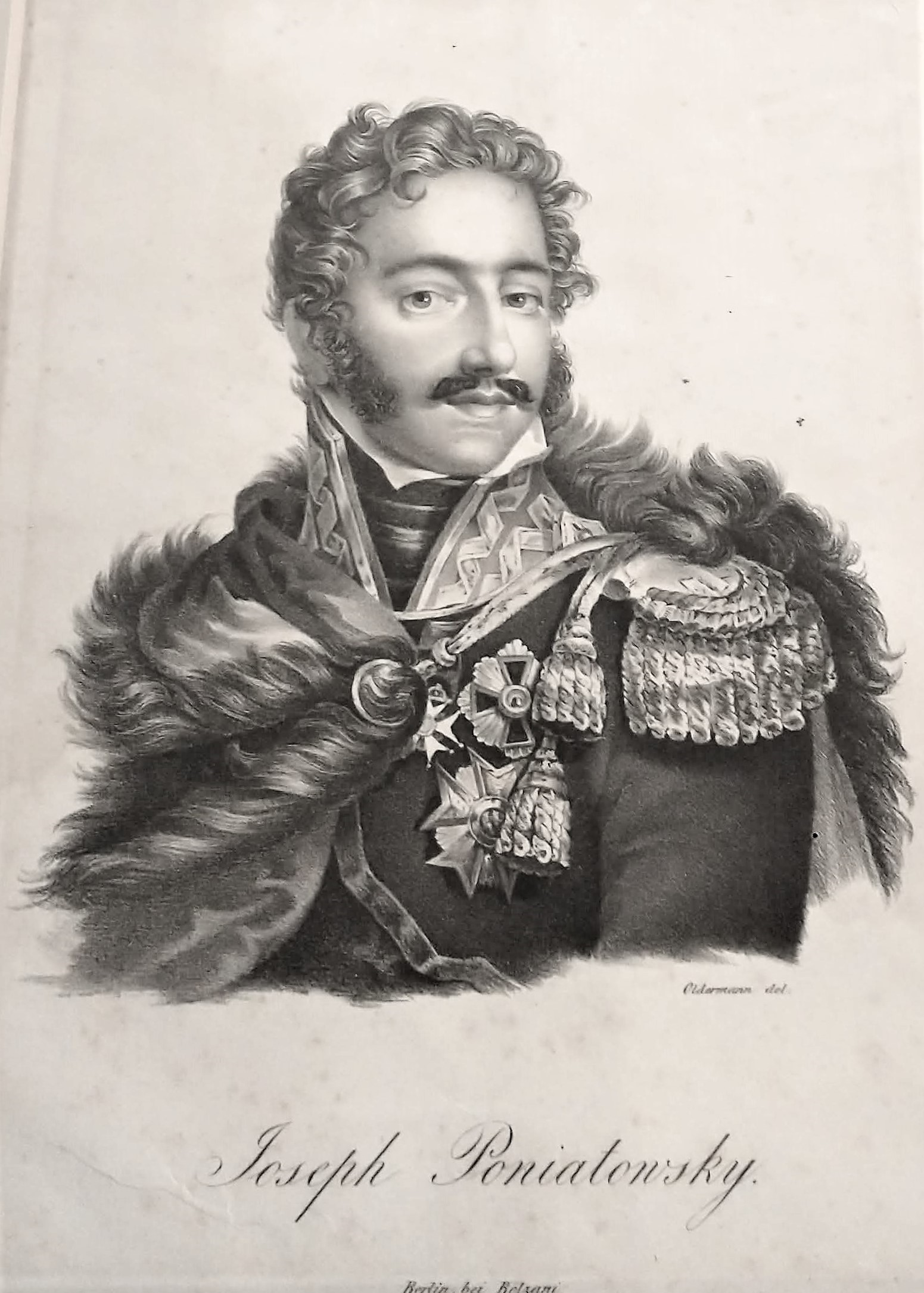
Ks. Józef Poniatowski

Placówka w Turynie jest najstarszym i najbardziej znanym muzeum zjednoczenia Włoch, a jednocześnie jedynym, które ze względu na jakość i wielkość zbiorów, ma status narodowego. Od 1908 do lat 30. XX wieku, mieściła się w Mole Antonelliana. 
Muzeum powstało w 1878 roku. Ekspozycja rozlokowana jest w trzydziestu salach i ukazuje proces zjednoczenia Włoch na tle wydarzeń europejskich (m.in. Republika Włoska z lat 1802–1805, okres okupacji francuskiej i wojny napoleońskie, działalność karbonariuszy, rozwój burżuazji i liberalizmu, statut albertyński, Wiosna Ludów, pierwsza wojna o niepodległość z lat 1848-1849, wygnanie i śmierć Karola Alberta, wojna krymska, Kongres Paryski, druga wojna o niepodległość, aneksje, plebiscyty z lat 1859-1860, narodziny królestwa, zdobycie Rzymu, rekonstrukcja gabinetu Camillo Cavoura, postać i znaczenie Garibaldiego, Włochy do wybuchu I wojny światowej). Integralną częścią ekspozycji jest sala Parlamentu Subalpejskiego z 1898 i Nowa Izba Deputowanych Królestwa Włoch, która nie została nigdy użyta do celów parlamentarnych z uwagi na przeniesienie stolicy królestwa z Turynu najpierw do Florencji, a potem do Rzymu.  
Układ placówki daje możliwość wyboru różnych ścieżek zwiedzania, w zależności od posiadanego czasu i zainteresowania poszczególnymi tematami. Każda ze ścieżek może być zwiedzana z użyciem audioprzewodników.

## Polonica
W muzeum obecne są polonica (np. portrety polskich artystów i bohaterów narodowych, m.in. Tadeusza Kościuszki, księcia Józefa Poniatowskiego, czy Adama Mickiewicza). Emitowane filmy traktują też o rozbiorach Polski, powstaniach narodowych, insurekcji kościuszkowskiej, czy prześladowaniach przez zaborców bohaterów walczących o niepodległość Polski.  

## Biblioteka
Przy muzeum funkcjonuje biblioteka specjalizująca się w historii okresu Risorgimento, której idea narodziła się wraz z aktem powołania placówki. Rozwinęła się ona poprzez ukierunkowane zakupy i dużą liczbę darowizn. Wyjątkowo interesujący jest zbiór historycznych gazet, który stanowi jeden z najlepszych we Włoszech.

## Galeria

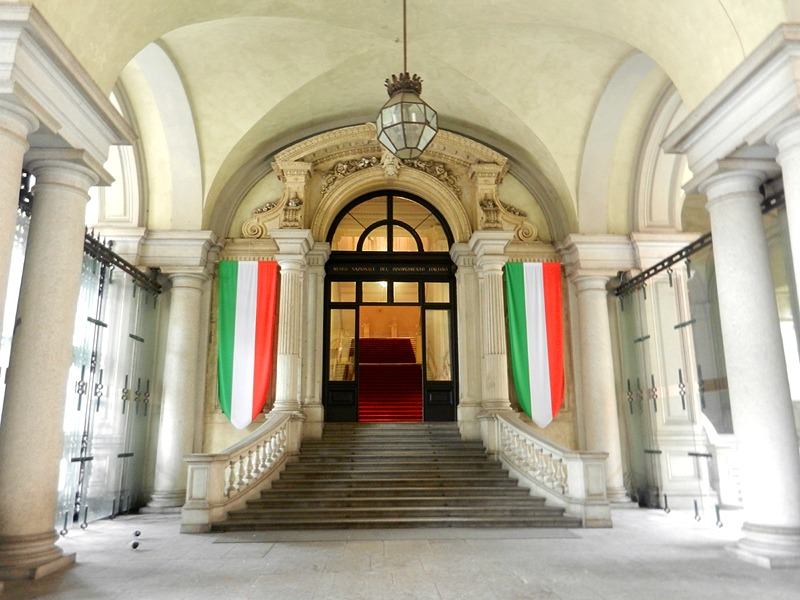
Wejście
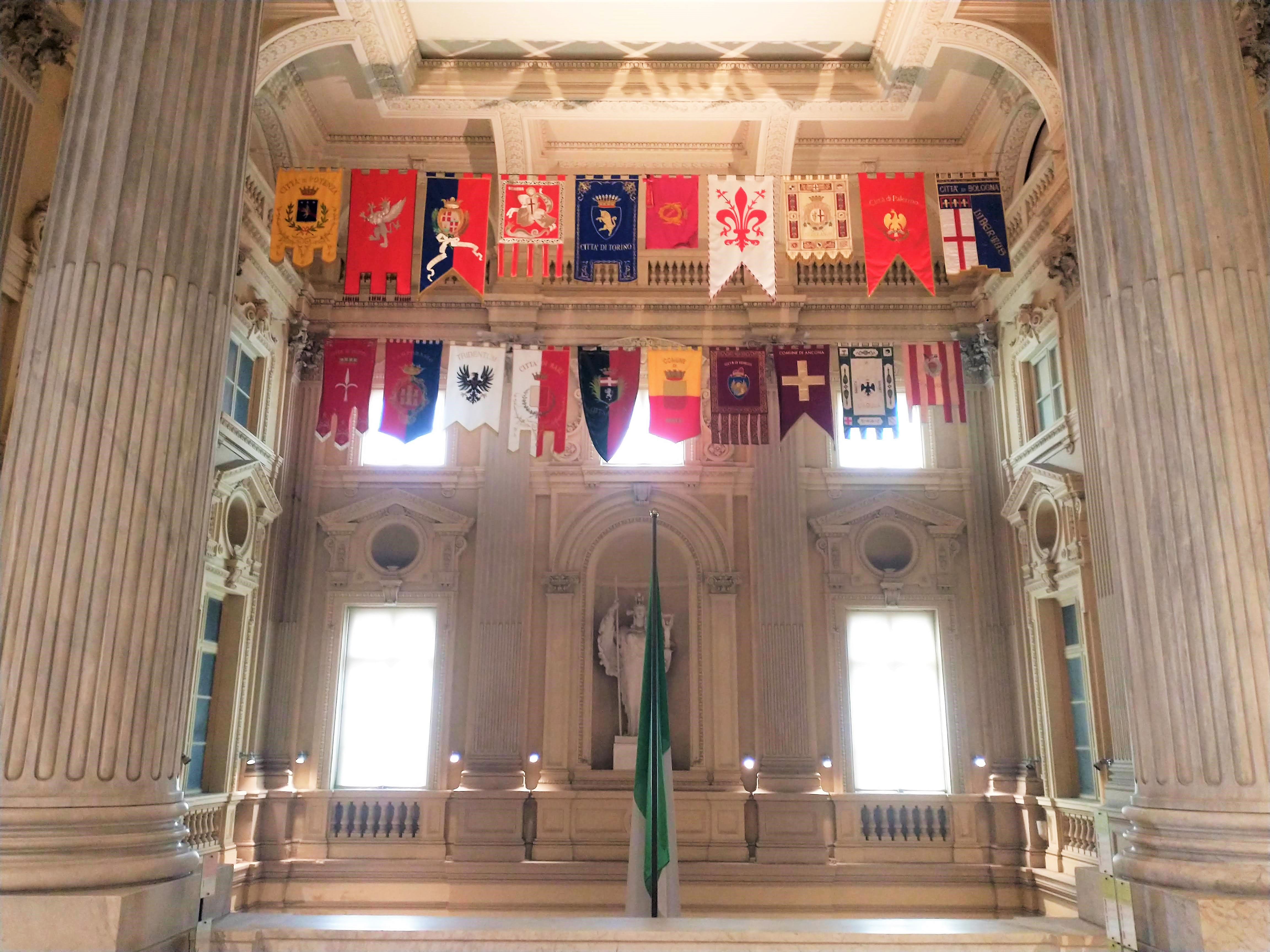
Hol
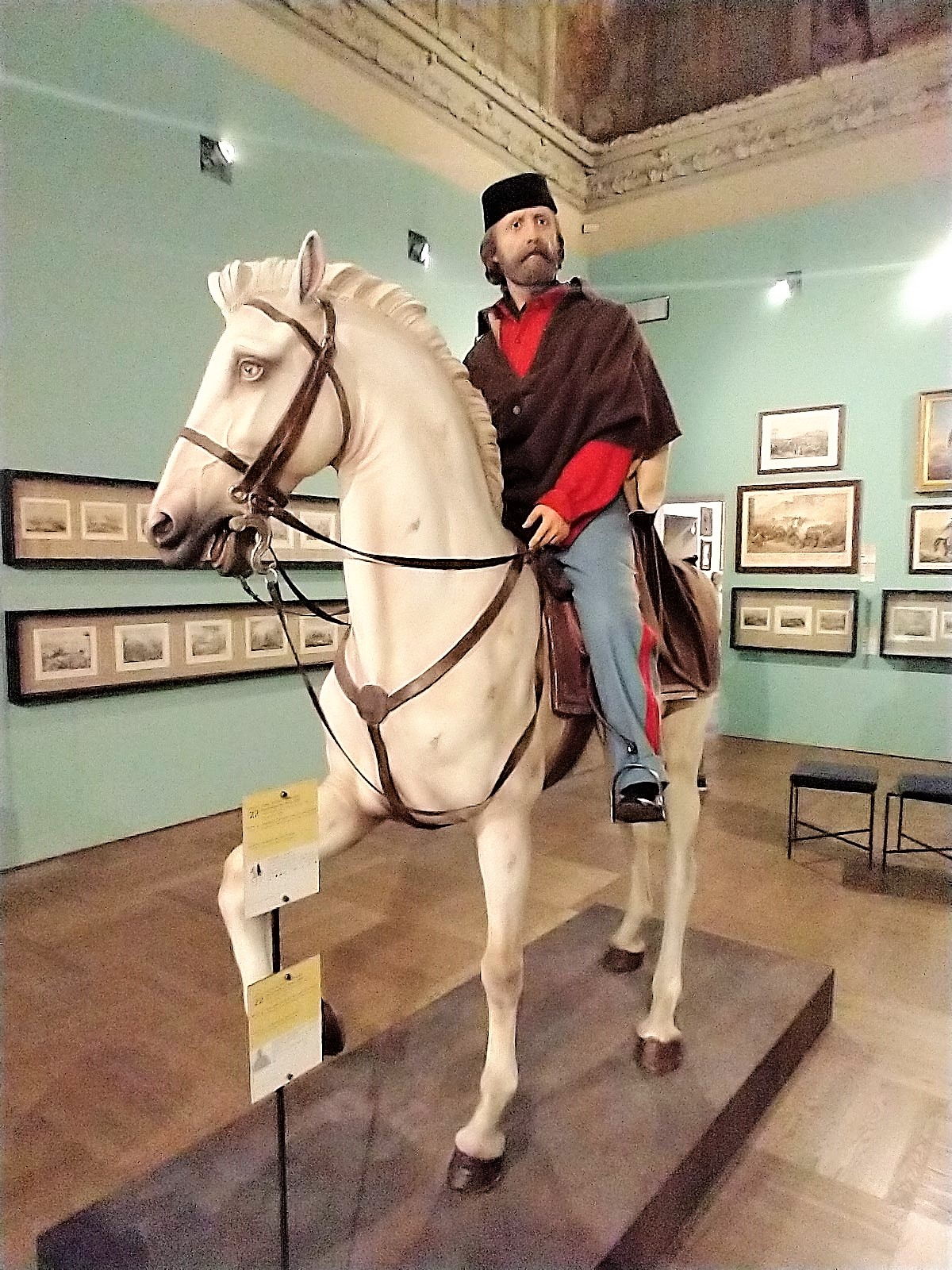
Giuseppe Garibaldi
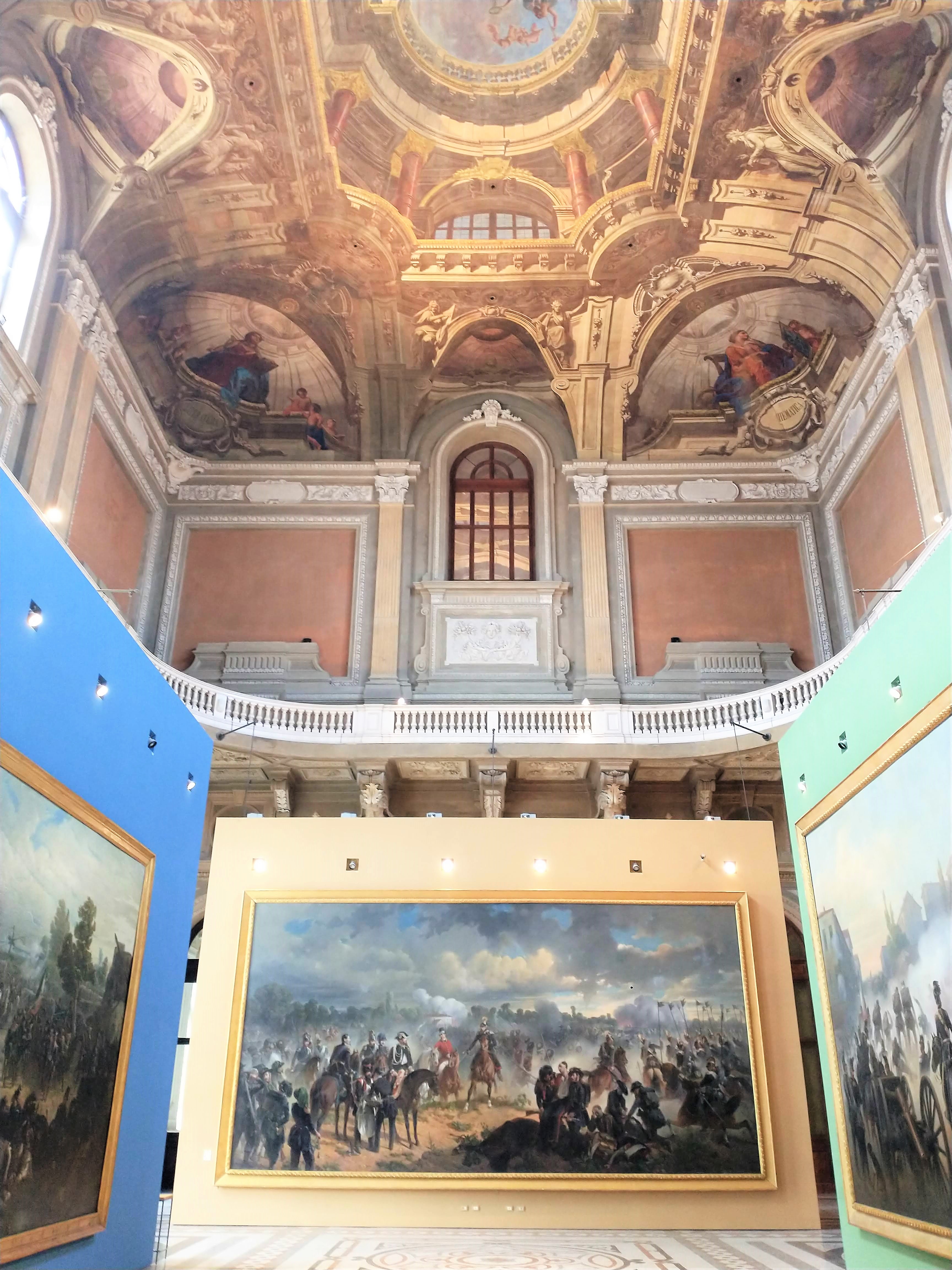
Nowa Izba Deputowanych Królestwa Włoch